# Elezioni parlamentari a Malta del 1992
Le elezioni parlamentari a Malta del 1992 si tennero il 22 febbraio e videro la vittoria del Partito Nazionalista.

## Risultati
| Liste                   | Voti    | %     | Seggi |
| ----------------------- | ------- | ----- | ----- |
| Partito Nazionalista    | 127 932 | 51,77 | 34    |
| Partito Laburista       | 114 911 | 46,50 | 31    |
| Alternativa Democratica | 4 186   | 1,69  | –     |
| Indipendenti            | 110     | 0,04  | –     |
| Totale                  | 247 139 | 100   | 65    |